# Meri Eristawi

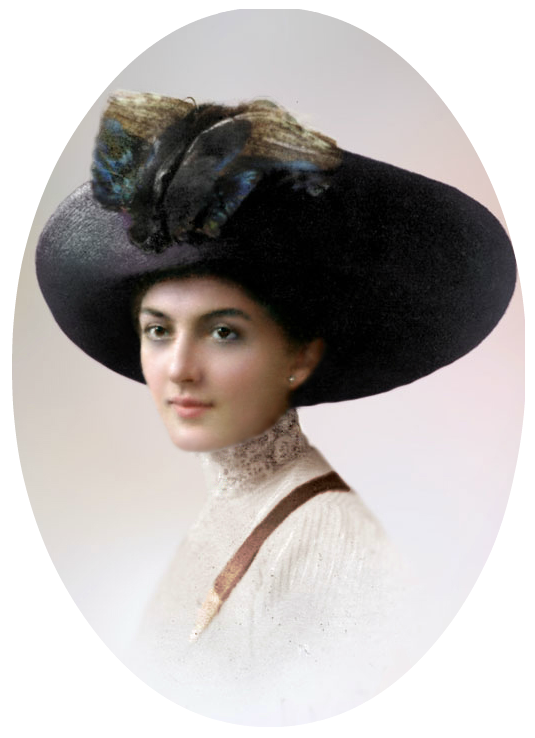
Meri Scharwaschidse als Hofdame (1912)

Meri Eristawi (georgisch მერი ერისთავი-შერვაშიძე; geboren als Meri Scharwaschidse * 1888 in Batumi; † 21. Januar 1986 in Paris) war eine georgische Prinzessin, die nach der Emigration Schönheitskönigin und eines der ersten Modemodelle Coco Chanels wurde.

## Leben
Meris Eltern waren der Generalmajor und abchasische Prinz Prokof Scharwaschidse (1840–1915, პროკოპი ლევანის ძე შარვაშიძე) und Nino Mkheidze (1864–1950). Da ihr Vater Mitglied des russischen Staatsduma war, wuchs sie seit 1906 in Sankt Petersburg auf. Dort wurde Meri Ehrenfräulein der Kaiserin Alexandra Fjodorowna. Nach dem Tod des Vaters lebte die Familie hauptsächlich in Kutaissi in Georgien. Dort heiratete Scharwaschidse 1918 ihren Verlobten Prinz Gigusha (Georg) Eristawi, einen Adjutanten des Zaren Nikolaus II.
1921 konnte sie mit einem der letzten Schiffe ausreisen. Ihren Ehemann traf sie in Konstantinopel, wo sie an einem Schönheitswettbewerb teilnahm und gewann. Das Paar emigrierte nach Paris und ließ sich im teuren 16. Arrondissement in der Nähe des Bois de Boulogne nieder. Meris Mutter und die Schwestern Elene (1891–1926) und Tamar (1896–1931) zogen zu ihnen. Ihre Mutter nähte in einem der Pariser Ateliers. Die Zeiten der Not waren beendet als die Familie einen eigenen Salon eröffnen konnte. 
Meri Eristawi arbeitete in dieser Zeit als erfolgreiches Modell für Coco Chanel. Sie wurde von Savely Sorin (1878–1953) gemalt, während ihr Mann von Tamara de Lempicka porträtiert wurde. Obwohl Sorins Gemälde dem georgischen Volk gewidmet war, hängt es heute im Palast von Monaco. Ihr Ehemann starb jung, da die Ehe kinderlos geblieben war, zog sie zwei Kinder einer Schwester groß.
Nachdem sie der georgische Lyriker Galaktion Tabidse 1935 in Paris traf, widmete der Dichter ihr eine Reihe von Gedichten. Ein weiteres Gedicht Tabidses „Du hast in dieser Nacht geheiratet, Meri“ wird von vielen Georgiern mit Meri Eristawi in Verbindung gebracht. Sie hat allerdings immer betont, dass das Gedicht drei Jahre vor ihrer Heirat zum ersten Mal veröffentlicht wurde. Meri Shervashidze verbrachte die letzten Jahre ihres Lebens in einem Pflegeheim. Sie ist im Grab ihres Mannes auf dem russischen Friedhof von Sainte-Geneviève-des-Bois beigesetzt worden.